# 하병문
하병문(河炳文, 1959년 12월 2일~)은 대한민국의 정치인이다. 대구광역시의원이다.

## 학력
- 평리중학교
- 대구공업고등학교
- 경희대학교 공과대학 화학공학과 졸업
- 경북대학교 정책정보대학원 졸업(정치학 석사)

## 경력
- 경희대학교 단과대학 학생장
- 강북R.O.T.C회 회장
- 동천지구대 생활안전협의회 고문
- 2010.07 ~ 2014.06: 제6대 대구광역시 북구의회 의원
  - 2010.07 ~ 2012.06: 제6대 대구광역시 북구의회 전반기 주민생활위원회 위원장
- 2014.07 ~ 2018.04: 제7대 대구광역시 북구의회 의원
  - 2014.07 ~ 2018.04: 제7대 대구광역시 북구의회 전·후반기 의장
- 2018.07 ~ 2022.06: 제8대 대구광역시의회 의원
- 2022.07 ~ : 제9대 대구광역시의회 의원
  - 2022.07 ~ 2024.06: 제9대 대구광역시의회 전반기 부의장
  - 2022.07 ~ 2024.06: 제9대 대구광역시의회 전반기 경제환경위원회 위원
  - 제9대 대구광역시의회 전반기 통합신공항건설특별위원회 위원
  - 2024.07 ~ : 제9대 대구광역시의회 후반기 문화복지위원회 위원

## 역대 선거 결과
|  | 25.66% |

|  | 22.41% |

|  | 46.22% |

|  | 0% |